# Hermann Graudin
Hermann Graudin (* 6. Februar 1922 in Smolensk; † 23. Mai 2005 in Kassel) war ein Maler baltendeutscher Abstammung. Sein lettischer Vater wurde 1938 während des Großen Terrors umgebracht. Graudin wurde 1950 aus sowjetischer Kriegsgefangenschaft in die Bundesrepublik Deutschland entlassen.

## Leben

### Im Stalins Sowjetunion
Mit 16 Jahren verlor Graudin seinen Vater. Rudolf Graudin stammte aus einer lettischen Fabrikantenfamilie mit deutschen Wurzeln. Er war Offizier und arbeitete später als Bankangestellter. Er wurde während der großen Säuberungen 1938 erst als „politisch unzuverlässig“ diffamiert und dann erschossen. Von der damals üblichen Sippenhaft blieb die Familie verschont, weil die Mutter Lydia aus der Schweiz stammte. Graudins Talent wurde bereits im Kindesalter bemerkt. Die Mutter schickte ihn in die private Malschule F. Labrenz in Smolensk. Mit einem Stipendium konnte er ab 1938 für drei Jahre die Russische Kunstakademie in Leningrad besuchen.

### Kriegszeit
Durch eine sommerliche Ferienreise an seinen Geburtsort entkam er knapp der Blockade von Leningrad. Nach der Bombardierung und Besetzung von Smolensk floh die Mutter mit ihrem Sohn und dessen Schwester Lydia zu Verwandten nach Litauen. Dort begegnete er dem Maler Vytautas Kasiulis. Die Baltische Operation beendete ein friedliches Jahr auf dem Land. Während der Flucht nach Westen wurde der 22-jährige Graudin zur Wehrmacht eingezogen und nahm unter dem Namen Paul Schulz die deutsche Staatsbürgerschaft an. Er verrichtete Schanzarbeiten und erlernte dabei die deutsche Sprache. Bei Stettin kam er in sowjetische Gefangenschaft, aus der er erst 1950 in die BRD entlassen wurde.

### Nachkriegszeit
Von 1950 bis 1952 studierte er an der Meisterschule für das Gestaltende Handwerk in Braunschweig bei Bruno Müller-Linow. Ab 1953 bestritt Graudin seinen Lebensunterhalt mit einer Anstellung als kartografischer Zeichner in Wiesbaden. Dort trat er der Künstlervereinigung der „Gruppe der 50“ bei. Bei einem seiner Frankreichbesuche traf er mit Pablo Picasso zusammen. Auch mit dem Publizisten Friedrich Sieburg hatte er mehrere Begegnungen. Von 1965 bis 1970 lebte er in Frankfurt am Main, wo er die Kunsterzieherin Wiltrud Engelhardt heiratete, mit der er den Sohn Andreas Rudolf Graudin hat. Hermann Graudin lebte ab 1971 in Kassel.

## Einordnung des künstlerischen Werkes
Für Hermann Graudins Werk, das überwiegend aus Ölgemälden und Aquarellen besteht, ist eine malerische Grundhaltung maßgeblich, die der Beziehung der Tonwerte ein Übergewicht gegenüber Zeichnung und Kontur zuweist. Er hat sich von einem expressiven Realismus, der bei allem Ungestüm der Form auf fein abgestimmten farbigen Valeurs beruht, hin zu einer abstrakten Farbflächenmalerei entwickelt, die aber ihrerseits stets Assoziationen zur Naturerscheinung zulässt. In den Selbstauskünften betont er immer wieder diesen wesentlichen Bezug zur sichtbaren Natur. Damit geht er einen eigenen Weg in der Nachkriegskunst und entscheidet sich gegen öffentliche Wirkung für die stille und folgerichtige Entwicklung des eigenen Werkes. Als der in Kassel lebende Graudin für die Teilnahme an der documenta angefragt wurde, lehnte er dementsprechend ab.
In Graudins Werk sind Berührungspunkte zur Nouvelle École de Paris zu bemerken. Mit zwei von deren Exponenten, Nicolas de Staël und Serge Poliakoff, war er persönlich bekannt und teilt mit ihnen die Herkunft aus dem russischen Kulturkreis. Weitere künstlerische Berührungen ergaben sich mit Ossip Zadkine und André Lanskoy. Starke Einflüsse kommen von seinem Braunschweiger Lehrer Müller-Linow. Viele seiner Sujets sind Meeresbilder, Stadtlandschaften, Farbflächenordnungen, die zum Teil auf den Eindruck von Steinformationen oder Blumenarrangements zurückgehen.

## Zitate des Künstlers
„Die Natur ist die große Quelle. In diesem Sinne gibt es auch keine Erfindungen und Entdeckungen, sondern nur Offenbarungen der Natur.“
„Die Abstraktion liegt in der schöpferischen Ehrlichkeit und in der Beziehung zu den Farben, nicht in der äußeren Form eines Gemäldes. Ich bleibe dabei. Ich erfinde nichts. Ich suche nur gangbare Wege.“
„Ich habe als Maler keine große stilistische Wandlung durchgemacht. Kein Revolution! Die Wege, die einer beschreiten kann, sind immer nur solche, um sich selbst zu finden.“
"Ich glaube nicht, daß es überhaupt etwas Neues gibt. Alles ist schon da. Alles, was wir denken und trachten, ist in der Natur bereits enthalten. Die Natur ist die große Quelle. In diesem Sinne gibt es auch keine Erfindungen und Entdeckungen, sondern nur Offenbarungen der Natur."

## Ausstellungen/Ausstellungsbeteiligungen(Auswahl)
- 1962 Nassauischer Kunstverein Wiesbaden
- 1964 Nassauischer Kunstverein Wiesbaden
- 2002 Burg Klempenow in Mecklenburg-Vorpommern
- 2006 Schlosshotel Bad-Wilhelmshöhe
- 2012 Marienkrankenhaus Kassel

weitere Ausstellungen in Smolensk, Hannover, Braunschweig, Berlin und Paris

## Werke
- Frühes Selbstbildnis. Öl auf Leinwand. 55 × 43 cm. ca. 1950
- Die Welle. Öl auf Finnpappe. 65 × 95 cm. 1964
- Russischer Markt. Öl auf Leinwand. 75 × 110 cm. 1965
- Schiffe im Hafen. Öl. 1967
- Komposition. Öl auf Finnpappe. 119 × 75 cm. 1991